# Tres Valles Varesinos 2016
La 96 edición de los Tres Valles Varesinos fue una carrera ciclista italiana que se disputó el 27 de septiembre de 2016 sobre un recorrido de 192,9 km entre los municipios de Saronno y Varese.
Formó parte del UCI Europe Tour 2016 en su categoría 1.HC.
La carrera fue ganada al sprint por el ciclista italiano Sonny Colbrelli por delante de sus compatriotas Diego Ulissi y Francesco Gavazzi.

## Equipos participantes
Tomaron parte en la carrera 27 equipos: 10 de categoría UCI WorldTeam; 13 de categoría Profesional Continental; 3 de categoría Continental y la selección nacional de Italia. Formando así un pelotón de 196 ciclistas de los que acabaron 82. Los equipos participantes fueron:
| WorldTeams (10)- Astana - Lampre-Merida - Orica-BikeExchange - Tinkoff - Dimension Data - Movistar Team - FDJ - Cannondale-Drapac - Giant-Alpecin - BMC Racing Team Equipos continentales profesionales (13)- Androni Giocattoli-Sidermec - Bardiani CSF - Wilier Triestina-Southeast - Nippo-Vini Fantini - Stölting Service Group - Caja Rural-Seguros RGA - Bora-Argon 18 - Team Roth - Gazprom-RusVelo - Topsport Vlaanderen-Baloise - Delko-Marseille Provence-KTM - Team Novo Nordisk - CCC Sprandi Polkowice Equipos continentales (3)- Adria Mobil - Norda-MG.Kvis - Unieuro Wilier Equipo nacional- Italia |
| |

## Resultados
| \| Clasificación general \| Clasificación general \| Clasificación general \| Clasificación general \| Clasificación general \| \| Ciclista \| Ciclista \| Equipo \| Tiempo \| \| \| --------------------- \| --------------------- \| --------------------------- \| --------------------- \| --------------------- \| \| 1.º \| Sonny Colbrelli \| Bardiani CSF \| 4 h 48 min 18 s \| \| \| 2.º \| Diego Ulissi \| Lampre-Merida \| + 0 s \| \| \| 3.º \| Francesco Gavazzi \| Androni Giocattoli-Sidermec \| + 0 s \| \| \| 4.º \| Tom Slagter \| Cannondale-Drapac \| + 0 s \| \| \| 5.º \| Giovanni Visconti \| Movistar Team \| + 0 s \| \| \| 6.º \| Philippe Gilbert \| BMC Racing Team \| + 0 s \| \| \| 7.º \| Jens Keukeleire \| Orica-BikeExchange \| + 0 s \| \| \| 8.º \| Gianluca Brambilla \| Italia \| + 0 s \| \| \| 9.º \| Fabio Aru \| Astana \| + 0 s \| \| \| 10.º \| Kristian Sbaragli \| Dimension Data \| + 0 s \| \| |                    |                             |                 |
| |                    |                             |                 |
| Fuentes: ProCyclingStats Cycling Quotient Cycling Archives |                    |                             |                 |
| Clasificación general |                    |                             |                 |
| Ciclista | Ciclista           | Equipo                      | Tiempo          |
| 1.º | Sonny Colbrelli    | Bardiani CSF                | 4 h 48 min 18 s |
| 2.º | Diego Ulissi       | Lampre-Merida               | + 0 s           |
| 3.º | Francesco Gavazzi  | Androni Giocattoli-Sidermec | + 0 s           |
| 4.º | Tom Slagter        | Cannondale-Drapac           | + 0 s           |
| 5.º | Giovanni Visconti  | Movistar Team               | + 0 s           |
| 6.º | Philippe Gilbert   | BMC Racing Team             | + 0 s           |
| 7.º | Jens Keukeleire    | Orica-BikeExchange          | + 0 s           |
| 8.º | Gianluca Brambilla | Italia                      | + 0 s           |
| 9.º | Fabio Aru          | Astana                      | + 0 s           |
| 10.º | Kristian Sbaragli  | Dimension Data              | + 0 s           |